# Louis C. Menetrey

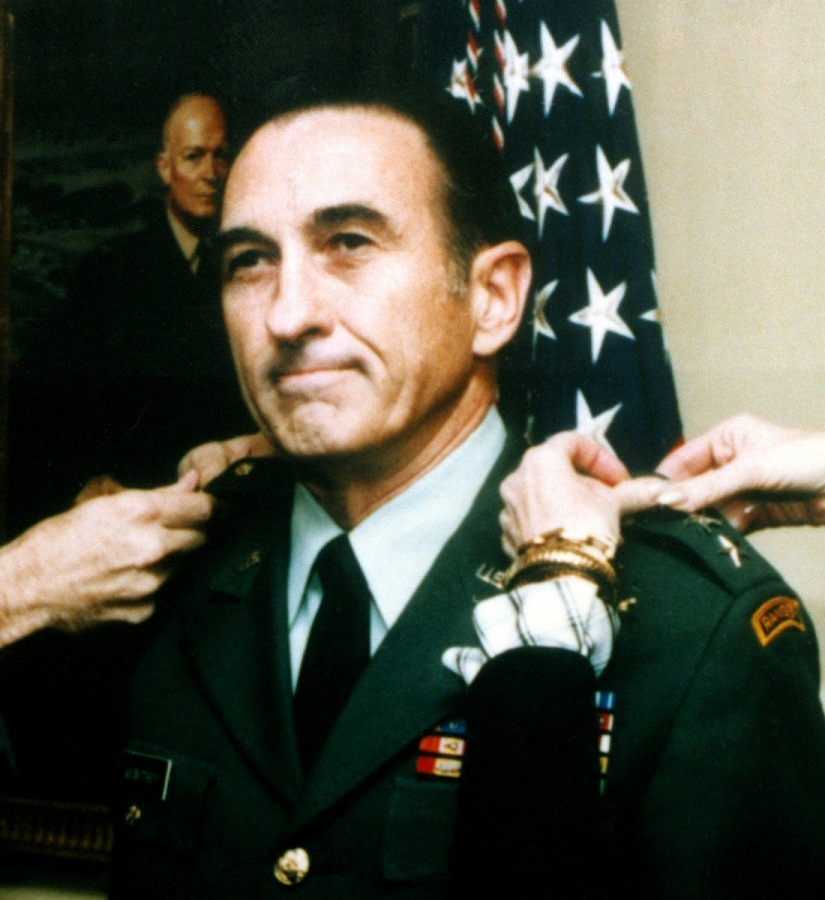
Louis C. Menetrey bei seiner Beförderung zum Generalleutnant (1982)

Louis Charles Menetrey (* 19. August 1929 in Hollywood, Los Angeles, Kalifornien; † 14. Januar 2009 in Niceville, Florida) war ein General der US Army, der zuletzt zwischen 1987 und 1990 in Personalunion Kommandeur des United Nations Command in Korea, Kommandeur der US-Streitkräfte in Südkorea USFK (US Forces Korea) sowie Kommandierender General der Achten US-Armee (Eighth US Army) war.

## Leben

### Militärische Ausbildung und Vietnamkrieg
Menetrey wuchs in Hollywood auf und begann nach dem Besuch der Hollywood High School ein Studium der Politikwissenschaften an der University of California (UCLA), das er mit einem Bachelor of Arts (B.A. Political Science) beendete. Im Anschluss trat er 1953 in die US Army und absolvierte seine Grundausbildung für Infanterie und Fallschirmjäger in Fort Benning. Danach war er als Offizier in verschiedenen Kompanien und Evaluierungsoffizier für Nuklearwaffen. Nach seiner Beförderung zum Major besuchte das Command and General Staff College (CGSC) in Fort Leavenworth und erwarb nach einem Studium an der Georgetown University einen Master of Arts. Darüber hinaus absolvierte er das Armed Forces Staff College in Norfolk. Nach verschiedenen Verwendungen als Offizier war er während des Vietnamkrieges Oberstleutnant und zunächst stellvertretender Chef des Stabes der 1. Kavalleriedivision (1st Cavalry Division) sowie im Anschluss Kommandeur des 2. Bataillons des 28. Infanterieregiments. Für seine Verdienste in dieser Verwendung wurde ihm am 23. Januar 1969 das Distinguished Service Cross, zwei Mal der Silver Star sowie der Legion of Merit verliehen.
Nach seiner Rückkehr in die USA absolvierte Menetrey das National War College (NWC) in Fort Lesley J. McNair und war im Anschluss von Juni 1970 bis April 1972 im Büro des Koordinators für Heeresstudien (Office of the Coordinator of Army Studies) im Büro des Chefs des Stabes des Heeres (Office of the Chief of Staff, US Army) tätig. Dort befasste er sich zunächst als Koordinator eines umfangreichen Studienprogramms des Assistierenden Chefs des Heeresstabes für Streitkräfteentwicklung und das Kampfentwicklungskommandos, General William E. DePuy, sowie zuletzt seit Dezember 1971 als Koordinator für die Einführung von Vorschlägen für das Heeresstudienprogramm im Haushaltsjahr 1973. Für seine Leistungen in dieser Funktion wurde ihm ein Bronzener Eichenblattzweig anstelle eines weiteren Legion of Merit verliehen. Danach war er zunächst Generalstabsoffizier G-3 der 101. Luftlandedivision (101st Airborne Division) und danach stellvertretender Kommandeur der 2. Brigade dieser Division in Fort Campbell.

### Aufstieg zum General
Dort erfolgt Menetreys Beförderung zum Brigadegeneral, woraufhin er im Anschluss stellvertretender Kommandeur der 2. Infanteriedivision (2nd Infantry Division) in Südkorea wurde. Während einer darauf folgenden Tätigkeit als stellvertretender Kommandeur der Gemeinsamen Rüstungsentwicklungsagentur CADA (Combined Arms Development Agency) war er maßgeblich an der Einrichtung des National Training Center beteiligt, das am 9. August 1979 in Fort Irwin gegründet wurde. Am 19. September 1978 löste er Generalmajor John F. Forrest als Kommandierender General der 4. Infanteriedivision (4th Infantry Division) ab und verblieb auf diesem Posten bis zu seiner Ablösung durch Generalmajor John W. Hudachek am 11. September 1980. Daraufhin war er Leiter der Abteilung Anforderungen (Director of Requirements) im Stab des Heeres. Im Januar 1983 wurde Menetrey Kommandierender General der in Südkorea stationierten Kombinierten Feldarmee (Combined Field Army) und verblieb bis Januar 1985 in dieser Verwendung. Für seine dortigen Leistungen erhielt er die Army Distinguished Service Medal. Er war im Anschluss zwischen Januar 1985 und Juni 1987 Kommandeur der im Fort Sam Houston stationierten Fünften US-Armee (Fifth US Army).
Zuletzt löste Menetrey am 25. Juni 1987 General William J. Livsey als Kommandeur des United Nations Command in Korea sowie in Personalunion als Kommandeur der US-Streitkräfte in Südkorea USFK (US Forces Korea) sowie Kommandierender General der Achten US-Armee (Eighth US Army). Er verblieb in diesen Verwendungen bis zu seinem Eintritt in den Ruhestand am 26. Juni 1990, woraufhin General Robert W. RisCassi seine Nachfolge antrat. Für seine Verdienste in dieser Zeit wurde ihm die Defense Distinguished Service Medal sowie ein Bronzener Eichenblattzweig anstelle einer zweiten Army Distinguished Service Medal verliehen.
Menetrey war verheiratet, und zwar in erster Ehe bis zu deren Tod 1978 mit Deloris V. Menetrey sowie in zweiter Ehe bis zu deren Tode 1988 mit Susan S. K. Menetrey. Nach seinem Tode wurde er auf dem Nationalfriedhof Arlington bestattet.

## Auszeichnungen
Auswahl der Auszeichnungen, sortiert in Anlehnung der Order of Precedence of Military Awards:
- Distinguished Service Cross
- Defense Distinguished Service Medal
- Army Distinguished Service Medal (2×)
- Silver Star (2×)
- Legion of Merit (2×)